# マグ・トゥレドの戦い

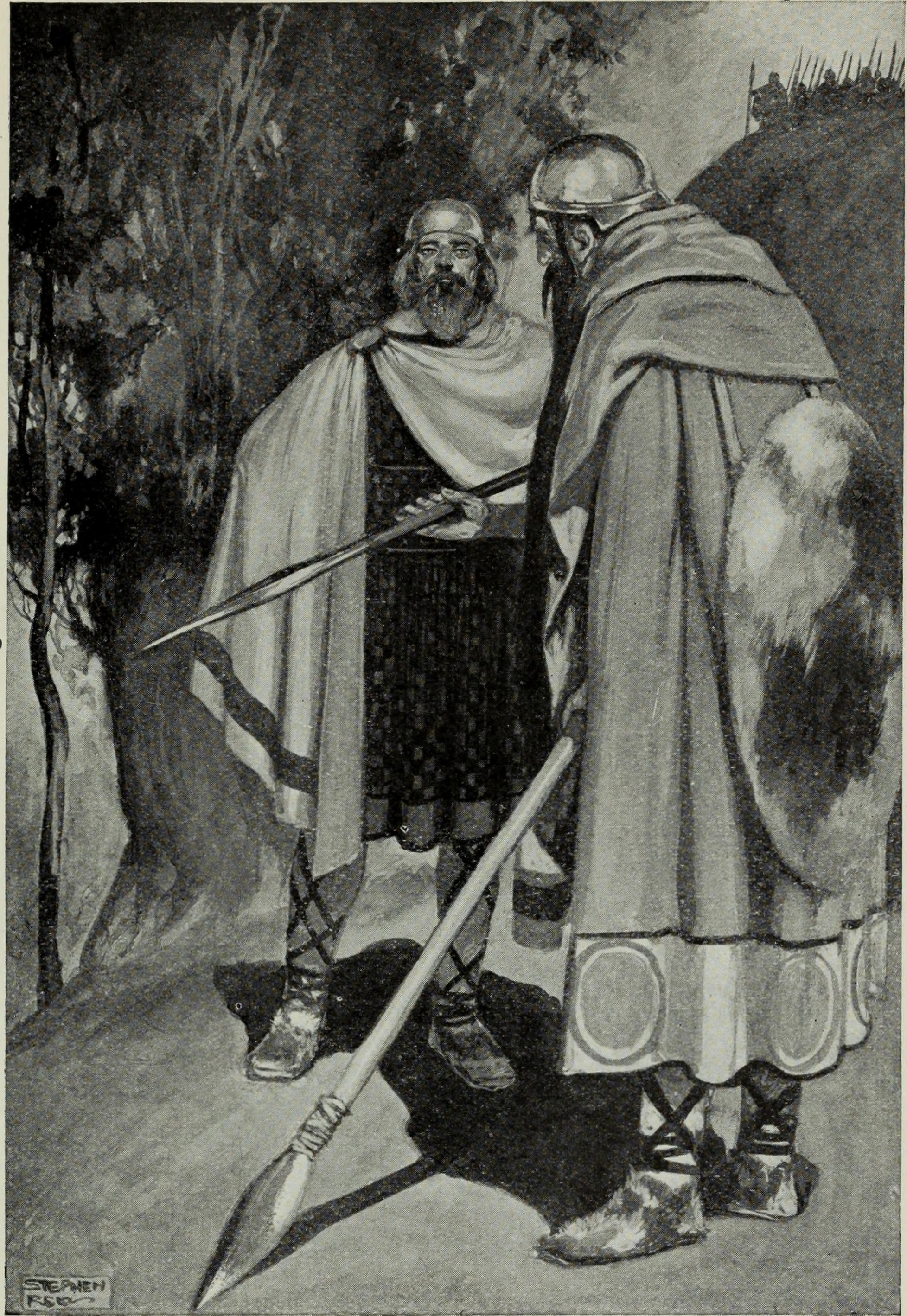
フィル・ヴォルグとダヌ神族による戦いの前の代表交渉（T・W・ロールストン『ケルト民族の神話と伝説』の挿絵、スティーヴン・レイド、1911年

『マグ・トゥレドの戦い』（マグ・トゥレドのたたかい、古アイルランド語: Cath Maige Tuired、現代アイルランド語: Cath Maighe Tuireadh）は、アイルランド神話のサイクルの一つである神話物語群に含まれる2つの物語の名称である。ダヌ神族（トゥアサ・ジェー・ダナン）と先住民との間に起こった2つの戦争を取り上げたもので、一つ目はメイヨー県コング近郊のコンマクナ・クーラ・トゥラの民の領域で起きたフィル・ヴォルグとのもの、二つ目はスライゴー県アロー湖で起きたフォモール族とのものである。

## 語源
マグ・トゥレドは地名であり、一般に「嘆きの平野」を意味すると解されている。古アイルランド語のmagは「平地」の意である。tuiredについては、「柱」ないし「塔」を意味するという説もあるが、『王立協会アイルランド語辞典』では「嘆き」を意味するとされている。現代アイルランド語ではMaigh Tuireadhと綴ってマイ・トゥリャと読み、英語化されてMoyturaやMoytirraと綴られることがある。

## 第一次マグ・トゥレドの戦い
一つ目のテクストは『第一次マグ・トゥレドの戦い』と呼ばれ、いかにしてダヌ神族がフィル・ヴォルグからアイルランドの地を奪い定住したのかを語るものである。物語は、より早くアイルランドに住んでいた部族であるネヴェズの子らが、フォモール族の圧力から逃れてギリシアに旅立ったところから始まる。ネヴェズの子孫の一群であるフィル・ヴォルグは、アイルランドへと帰還して征服、30年の間占領していたが、そこにネヴェズの子孫の別の一派、ダヌ神族が到来する。
王ヌアザに率いられたダヌ神族は、北の島々から300隻の船でアイルランドへと来航した。彼らの到来は、フィル・ヴォルグの王エオヒド・マク・エルクの夢で予見されていた。上陸するやいなや彼らは自らの船を焼き払った。交渉には、フィル・ヴォルグからは勇者スレンが、ダヌ神族からはブレスが臨んだ。ブレスは、アイルランドの半分を明け渡すか戦うかという要求を出すと、フィル・ヴォルグは戦争を選んだ。兵装を用意する猶予の後、両軍はバルガタンの道で会戦し、戦闘は4日間に渡って続いた。ヌアザと会敵したスレンは、一刀のもとヌアザの右腕を切り落とした。しかし、戦闘はダヌ神族優勢となる。休戦が呼びかけられ、フィル・ヴォルグには3つの選択肢が与えられた。アイルランドを去るか、ダヌ神族と土地を分け合うか、戦闘を続けるかである。フィル・ヴォルグはなお戦闘を選んだ。スレンはヌアザとの一騎打ちを持ちかけると、ヌアザは公平のため片腕を縛るという条件を出し、スレンはそれを拒絶した。果たして戦争に勝ったダヌ神族は、フィル・ヴォルグにアイルランドの5分の1を与えることにした。スレンはコナハトを選び、和平が結ばれた。
医神ディアン・ケヒトが、ヌアザのために銀でできた義腕を作ったことにちなみ、ヌアザは「銀の腕のヌアザ」と呼ばれる。しかし、女神ブリギッドの告げるところにより、ダヌ神族は欠点なきものでなければ治めることはできないとされたため、腕を失ったヌアザの代わりの王が立てられていた。選ばれたのは、フォモールの王にしてダヌの子孫でもあるエラハの息子ブレスであった。7年後、ブレスが狩りの際に酒を飲んで命を落とすと、腕を取り戻したヌアザが復位した。
この戦争は、次に述べる第二次マグ・トゥレドの戦いと区別して、「コングのマグ・トゥレドの戦い」ないし「南マグ・トゥレドの戦い」と呼ばれることがある。

## 第二次マグ・トゥレドの戦い
『第二次マグ・トゥレドの戦い』として知られる二つ目のテクストは、「マグ・トゥレド最後の戦い」「北マグ・トゥレドの戦い」と呼ばれることもある。これは、アイルランドを征服したダヌ神族が、フォモール族の圧力に屈し、そして解放のために戦争を起こすにいたる経緯が書かれている。このテクストは『アイルランド来寇の書』やアイルランドのさまざまな年代記にある戦争の記述を大きく膨らませており、かつてのアイルランドの神々の物語に関する最も豊かな資料の一つとなっている。16世紀の写本として発見されたが、作品自体は9世紀の素材をもとに12世紀に編纂されたものと考えられている。
テクストは第一次の戦いの概略から始まる。ヌアザの腕の喪失とブレスへの譲位、そしてブレスがダヌ神族のエリウとフォモールのエラハの間に生まれたことが語られる。王となったブレスは、自らの血縁のためにダヌ神族を抑圧する。高貴な血筋のものを卑しい仕事に就かせたり、重い年貢を課したりするなど、王にふさわしい寛大さを示すことがなかった。彼は弾劾され、医神ディアン・ケヒトによって銀の腕を（そしてディアン・ケヒトの息子ミアハによって肉の腕をも）取り戻したヌアザが復位する。ブレスは王位を取り返すためにフォモールに助けを求め、父エラハからは拒否されるものの、別の指導者である邪眼のバロールが助力し、大軍勢を送る。そのころ、もうひとりのダヌ神族とフォモールの混血であるルーがヌアザの宮廷に到着する。ルーは王ヌアザに数々の才能を見せつけ、軍勢の指揮権を得る。戦争でヌアザはバロールに殺されるが、そのバロールの孫であるルーが、スリングでバロールを討つ。スリングが魔眼を撃ち抜き頭を貫通したために、フォモール族は大損害を被る。ブレスはこの大惨事を生き延びて、ダヌ神族に農耕を教えるという条件で助命された。最後に、ルーとダグザとオグマの3人が、退却したフォモール族によって奪われていたダグザの竪琴を取り返す。

## 翻案
- パードリック・コラムはこの物語を翻案して演劇『モイトゥラ――踊り子のための劇（Moytura: A Play for Dancers）』を書き、1963年にダブリン劇場フェスティバルで初演した[11]。

## 注
1. ↑  Walsh 1940, p. 7.
2. ↑  Ellis, Peter Berresford, The Mammoth Book of Celtic Myths and Legends, 2002, pp 28
3. ↑  eDIL, "http://edil.qub.ac.uk/42381"
4. ↑  Gerard Murphy, Saga and Myth in Ancient Ireland, 1961, pp. 17–24
5. ↑  Ellis, Peter Berresford, The Mammoth Book of Celtic Myths and Legends, 2002, pp 28
6. ↑  Ellis, Peter Berresford, The Mammoth Book of Celtic Myths and Legends, 2002, pp 28
7. ↑  J. Fraser (ed. & trans.), "The First Battle of Moytura" Archived 4 May 2009 at the Wayback Machine., Ériu 8, 1915, pp. 1–63
8. ↑  Fraser 1916, p. 1.
9. ↑  Gerard Murphy, Saga and Myth in Ancient Ireland, 1961, pp. 17–24
10. ↑  Whitley Stokes (ed. & trans.), "The Second Battle of Moytura", Revue Celtique 12, 1891, pp. 52–130, 306–308; Elizabeth A. Gray (ed. & trans.), Cath Maige Tuired: The Second Battle of Mag Tuired, section 167, 1982
11. ↑  Colum, Padraic (1963). Moytura: A Play for Dancers. Dublin: The Dolmen Press